# ۹۱۹ (خورشیدی)
۹۱۹ نهصد و نوزدهمین سال هجری خورشیدی است.